# 블루버드 카고
블루버드 카고(영어: Bluebird Cargo)는 아이슬란드의 화물 항공사로 총 2개 노선을 취항하고 있다. 본사는 아이슬란드 레이캬비크에 위치해 있으며 2000년에 설립했다. 또한 사용하고 있는 허브 공항으로 케플라비크 국제공항이 있다.

## 역사
블루버드 카고는 2000년 설립되었다. 이 회사를 설립한 사람은 룩셈부르크의 화물 항공사인 카고룩스의 사장을 지낸 인물로 후에 아이슬란드 항공 화물 운송의 중개 업무를 하는 회사 경영에 종사하고 있었다. 회사는 아이슬란드의 카고룩스의 대리인을 맡고 있었지만 타사 운항의 중개뿐만 수송량에 한계가 있는 것이 과제로 이것이 새로운 화물 항공사 설립의 동기가 되었다. 2001년부터 보잉 737-300F로 아이슬란드, 영국, 독일을 연결하는 서비스를 시작했다. 2006년에 아이슬란드 항공이 인수 되면서 자회사가 되었다.

## 보유 기종
- 2012년 4월 기준으로 블루버드 카고는 다음과 같은 기종을 보유하고 있으며 평균 기령은 20.2년이다.[1]

## 사진

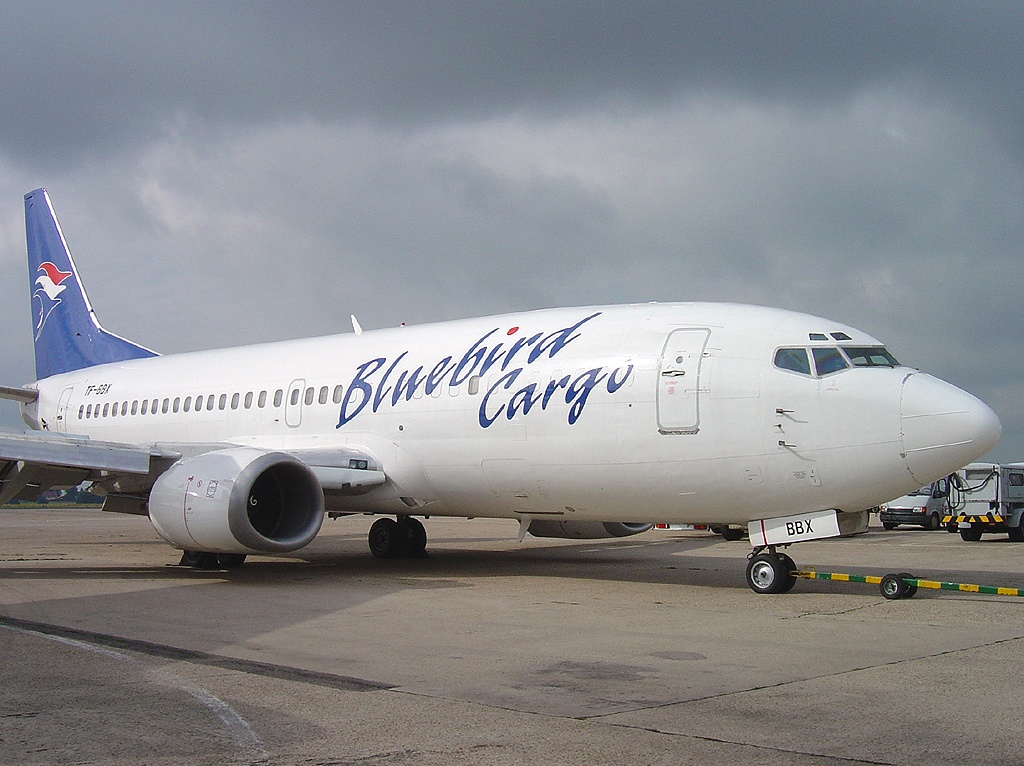
블루버드 카고의 보잉 737-300F 구도색
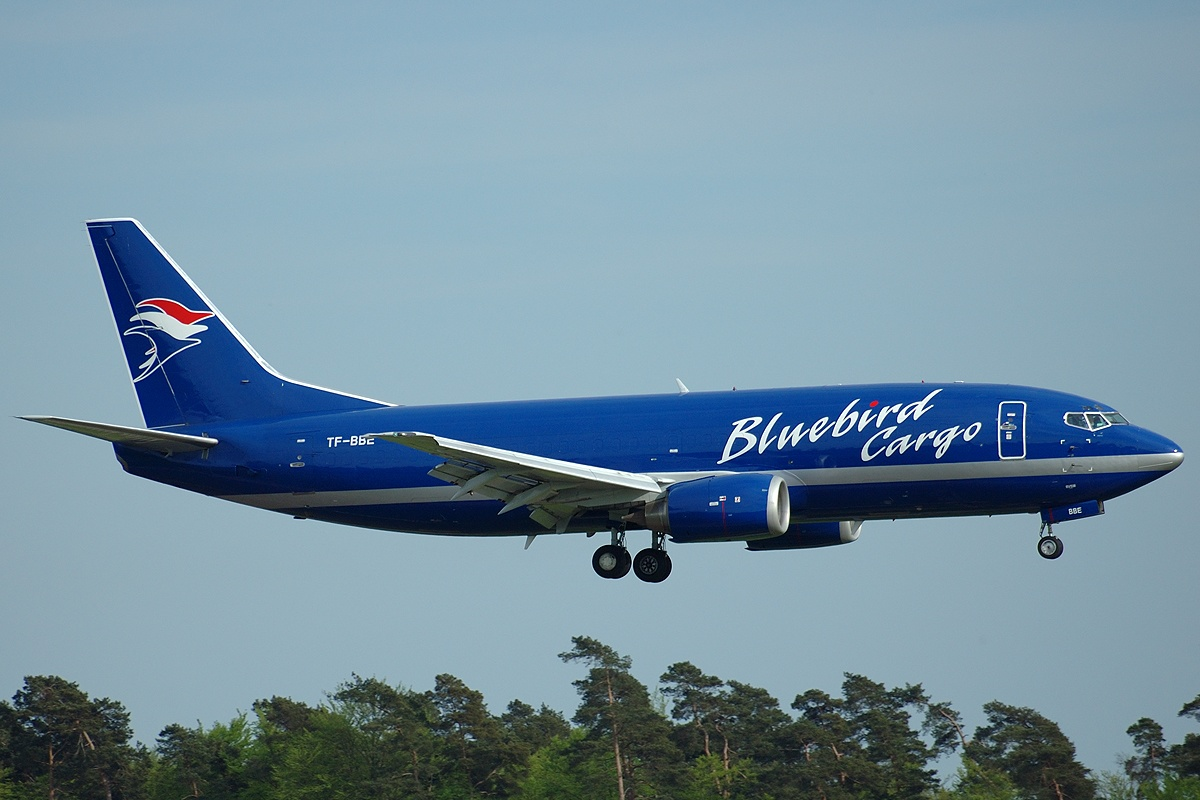
블루버드 카고의 보잉 737-300F
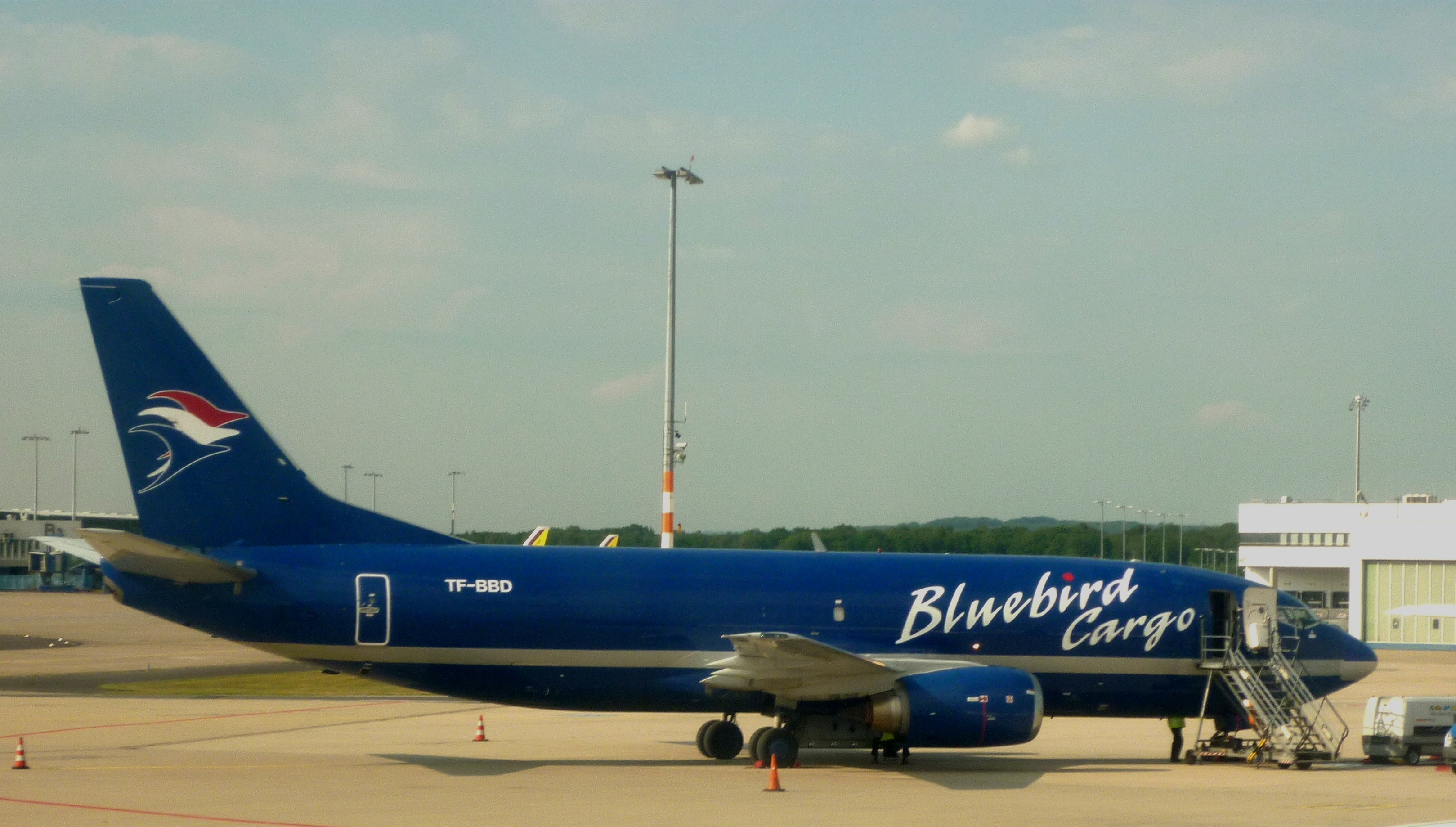
블루버드 카고의 보잉 737-300F